# Депортація азербайджанців з Вірменії (1947—1950)

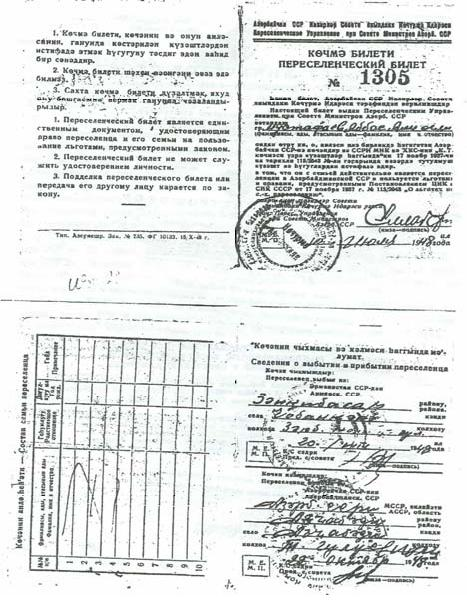
Переселенський квиток азербайджанця Аббаса Алі огли Мустафаєва з Зангібасарського району Вірменської РСР в Агджабединський район Азербайджанської РСР. Видано 10 липня 1948 року

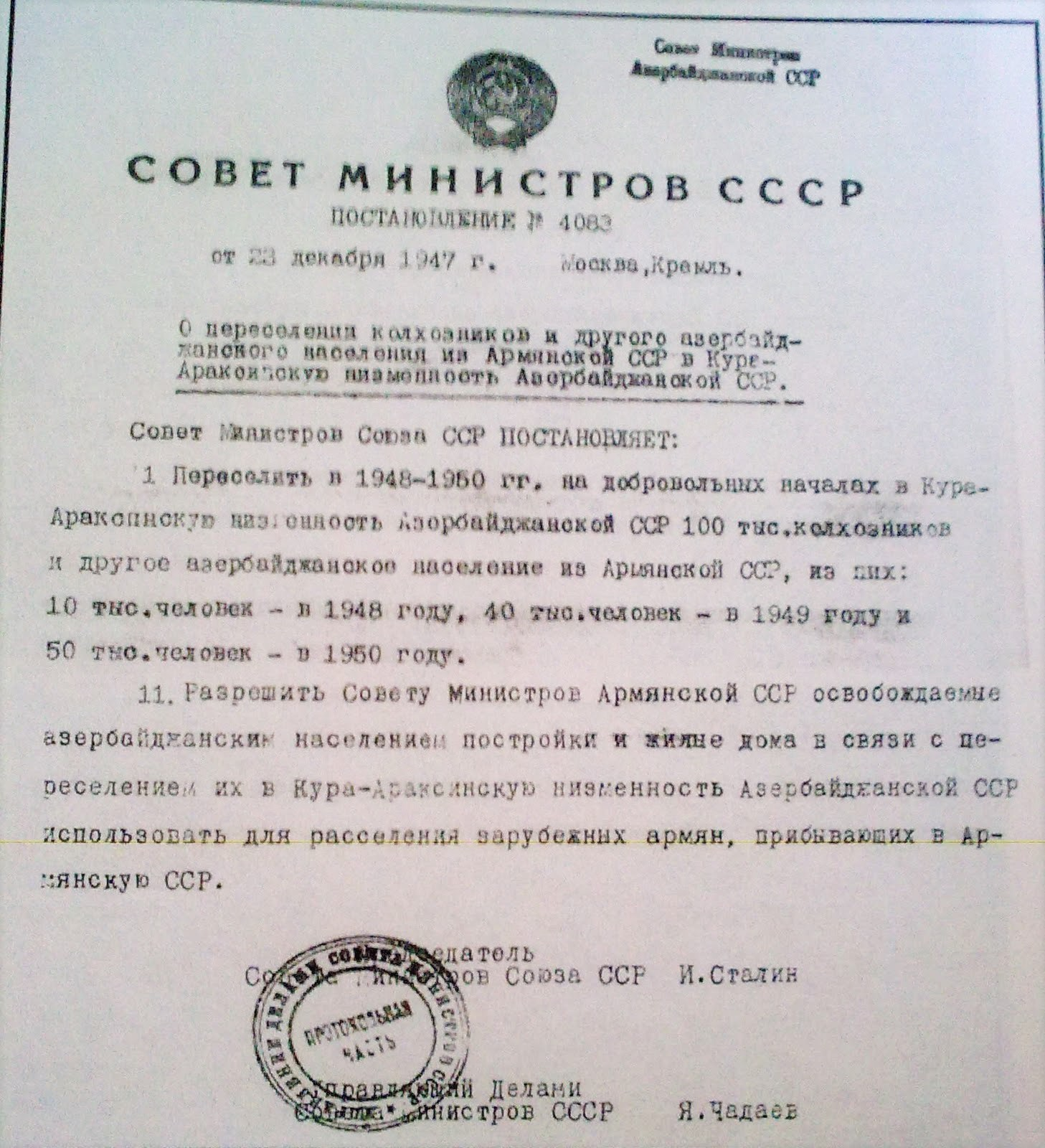
23 грудня 1947 року Сталін підписав указ про переселення місцевого азербайджанського населення з Вірменської РСР і заселення на їх землі і в їхні будинки зарубіжних вірменів

Депортація азербайджанців з Вірменії (азерб. Azərbaycanlıların Ermənistandan deportasiyası və köçürülməsi) — переселення азербайджанського населення Вірменської РСР у 1947—1950 роках, здійснене згідно з Постановою Ради міністрів СРСР № 4083 від 23 грудня 1947 року. 

## Депортація азербайджанського населення з Вірменської РСР
1945 року СРСР висунув до Туреччини територіальні претензії на Карс і Ардахан. Конфронтація у відносинах між країнами зберігалася аж до смерті Сталіна. До 1953 року тривала підготовка до обґрунтування цих претензій, і важливим кроком стало рішення Сталіна — запропонувати закордонним вірменам переїхати в Радянську Вірменію (репатріюватися). В радянських планах щодо залучення Туреччини в сферу впливу СРСР Радянська Вірменія займала найвигідніше військово-географічне положення на східному рубежі Туреччини. Потенційно нелояльні, на думку радянського керівництва, азербайджанці могли стати «п'ятою колоною» в разі очікуваного конфлікту з Туреччиною. Владислав Зубка вважає це основною причиною, з якої Сталін вирішив депортувати азербайджанське населення Вірменської РСР, що й було здійснено в 1947—1950 роках згідно з Постановою Ради міністрів СРСР № 4083 від 23 грудня 1947 року. В одному з пунктів цієї постанови йшлося:
Дозволити Раді Міністрів Вірменської РСР звільнені азербайджанським населенням будівлі і житлові будинки в зв'язку з переселенням їх в Кура-Араксинську низовину Азербайджанської РСР використовувати для розселення зарубіжних вірмен, які прибувають у Вірменську РСР.
Деталі переселення були також визначені в Постанові Ради міністрів СРСР № 754. Переселенцям, згідно з цим рішенням, мали виділити частину колгоспного рухомого майна та забезпечити безплатне перевезення цього майна до нового місця проживання. Вартість залишеного на території Вірменії рухомого майна мали виплатити колгоспам за місцем нового поселення азербайджанців. Переселенцям надали деякі пільги, а також видали безповоротні грошові допомоги в розмірі 1000 рублів на главу сім'ї та 300 рублів на кожного члена сім'ї. Рада міністрів Вірменської РСР зобов'язувалася надавати допомогу переселенцям щодо продажу належних їм будинків у місцях виходу.
На думку історика Владислава Мартиновича Зубка, саме з подачі першого секретаря ЦК Компартії Вірменської РСР Григорія Арутюнова, який «втратив надії на повернення „землі предків“», Сталін наказав депортувати азербайджанське населення Вірменської РСР в Азербайджан, щоб звільнити місце для вірменських репатріантів, число яких оцінювався в 400 тис. На думку Владислава Зубка, у Вірменію приїхало 90 тисяч вірмен. Більшість з цих репатріантів складали виживші під час геноциду вірмен, особи, що врятувалися чи були депортовані турецьким урядом, і які не могли повернутися назад на територію Західної Вірменії. Азербайджанців переселили в Кура-Араксинську низовину Азербайджану, де швидко розвивалося бавовництво, а їхні місця, як і було заплановано, зайняли новоприбулі вірмени.
У Кура-Араксинську низовину Азербайджанської РСР планувалося переселити трьома етапами близько 100 тис. осіб, зокрема 10 тис. 1948 року, 40 тис. 1949 року і 50 тис. 1950 року. Проте ці плани не вдавалося втілити за такі короткі терміни через недостатнє фінансування будівельних робіт на території Азербайджанської РСР. На підставі звернення Ради міністрів Азербайджанської РСР переселенську програму скоригували й продовжили до 1954 року.
Азербайджанські автори пов'язували переселення з поверненням вірменських репатріантів, а вірменські, в свою чергу, з потребою освоєння нових земель в Азербайджані. На думку Віктора Шнірельмана, це не було репресивним заходом, оскільки азербайджанці після смерті Сталіна повернулися на свої колишні місця проживання.